# Enzyme de conversion de l'angiotensine

Système de l'angiotensine(régulation de la tension artérielle)

Pour les articles homonymes, voir ECA et ACE.
L'enzyme de conversion de l'angiotensine ou plus simplement enzyme de conversion (ECA, EC 3.4.15.1 ; en anglais, angiotensin-converting enzyme  ou ACE) est une exopeptidase qui catalyse la conversion de l'angiotensine I en angiotensine II, un puissant  vasoconstricteur.  
L'ECA est également impliquée dans l'inactivation de la bradykinine, un puissant vasodilatateur. Ceci explique son synonyme de kininase II (il est apparu que la kininase II et l'ECA sont une seule enzyme).
Ces deux actions de l'ECA en font la cible idéale du traitement d'état comme l'hypertension artérielle, l'insuffisance cardiaque et la néphropathie diabétique. L'inhibition de l'ECA (par les IECAs) entraîne une diminution de la formation d'angiotensine II (un vasoconstricteur bien plus puissant que l'angiotensine I) et une diminution de l'inactivation de la bradykinine. Son gène est ACE situé sur le chromosome 17 humain.

## Génétique
Le gène de l'ECA encode deux iso-enzymes. 
- L'iso-enzyme ECA somatique s'exprime dans de nombreux tissus, y compris les cellules endothéliales vasculaires, les cellules épithéliales des reins et les cellules de Leydig des testicules.
- L'iso-enzyme ECA germinale ne s'exprime que dans les spermatozoïdes.

ACE est aussi connu sous le nom de:
- peptidyl dipeptidase A
- carboxycathepsine
- kininase II (système kinine-kallikréine)
- CD 143
- ACE 1

## ECA II
Un deuxième gène, ACE2, a été identifié en 2000. Alors que ACE 1 convertit l'angiotensine I en angiotensine II (ayant 8 acides aminés), l'ACE 2 la convertit plutôt en Angiotensine [1-9] (ayant 9 acides aminés). Cette molécule, contrairement à l'AG-II, n'a aucun effet sur les vaisseaux sanguins. Toutefois, un second produit de conversion par ACE 1, une version de 7 acides aminés, l'angiotensin[1-7], est un faible vasodilatateur.